# Proiect București
Proiect București este unul dintre cei mai mari jucători de pe piața de servicii de arhitectură și proiectare a imobilelor din România, înființată în 1953.
În anul 2007 a fost preluată de către compania Bantisco Holdings, controlată de un grup de investitori străini, pentru circa 30 de milioane euro.
Cifra de afaceri în 2006: 9,5 milioane euro